# Nyirő Sándor
Nyirő Sándor (Nagybánya, 1849. február 3. – Felsőbánya, 1897. augusztus 10.) városi tiszti ügyész, író.

## Élete
A gimnáziumot Szatmárt, Nagybányán és Máramarosszigeten (1862-63. a VI., azután a VII. és VIII. osztályt) járta; 1866-ban Debrecenben kezdte jogi tanulmányait és évközben a pesti egyetemen folytatta, ahol államvizsgálatot tett. Előbb a honvédelmi minisztériumnál volt segédfogalmazó, majd Pesten köz- és váltóügyvédi vizsgálatot tett és ügyvédi irodát nyitott. 1878. január 11-én a nagybányai polgárok városi ügyésszé választották. 1897. augusztus 10-én a Kárpátegyesület több tagjával átrándult Felsőbányára, ahol a Feketehegyet akarta megmászni; a hegy tövénél egyszerre rosszul lett és halva rogyott össze, régi szívbaja megölte.
Cikket, költeményeket írt a vidéki lapokba, de leginkább a saját lapjába; egy versét a Vidéki költők Albuma (Kassa, 1896) is hozta.
Szerkesztette a Nagybánya és Vidéke c. társadalmi hetilapot 1878-ban mint főszerkesztő, 1881-83-ban önállóan; az utóbbi három évben a lap kiadó-tulajdonosa is volt.

## Munkája
- A fütty, népszinmű dalokkal négy felvonásban (zenéje Serly Lajostól). Nagybánya, 1883. (Először előadták 1883. máj. 18. a budapesti Népszínházban. Ism. Főv. Lapok 116., Függetlenség, P. Hirlap, Budap. Hirlap, Nemzet 137., Nemzeti Ujság 50. sz.).